# Laurence Faron
Laurence Faron est une éditrice française, fondatrice et directrice des éditions Talents Hauts, engagée en faveur de l'égalité. 

## Biographie
Laurence Faron est née le 24 septembre 1959. Diplômée de Sciences Po, elle obtient une maîtrise de droit à l'Université de Nancy. 
De 1992 à 2004, Laurence Faron édite des manuels scolaires, notamment d'éducation civique, aux éditions Belin. 
En 2005, elle fonde la maison d'édition indépendante Talents Hauts. L'équipe composée de cinq femmes, décrypte et travaille sur les stéréotypes de genre et les représentations dans la littérature jeunesse.  
En 2009, elle crée l'association Lire Égaux et lance un concours d'écriture adressé à toutes les classes de CP et de CE1 d' Île-de-France. Le manuscrit gagnant est ensuite illustré et publié.  
En 2019, elle lance la collection Les Plumées pour réhabiliter et rééditer des autrices oubliées. Parmi elles, Constance de Salm ou Marguerite Audoux,. La même année, elle est nommée Chevalière de l’Ordre national du Mérite.  
En 2022, elle signe Petits pas, son premier album jeunesse, illustré par Maurèen Poignonec et soutenu par Amnesty International. Elle devient également co-présidente du bureau jeunesse du Syndicat national de l’Édition.   
En 2024, elle participe au Salon du livre féministe et intervient pour le podcast en live Femme d'Avenir, Les femmes aussi ont une histoire, aux côtés d'Aurore Évain et Mathilde Larrère.    

## Publication en tant qu'autrice
- Petits pas, illustré par Maurèen Poignonec, 2022[7]